# Nazionale maschile di calcio di Gibilterra
La nazionale di calcio di Gibilterra (in inglese: Gibraltar national association football team) è la rappresentativa calcistica nazionale di Gibilterra ed è posta sotto l'egida della Federazione calcistica gibilterriana.
Stante l'esigua popolazione del territorio che rappresenta e il limitatissimo livello del proprio campionato interno, essa può contare quasi esclusivamente su giocatori di club non professionistici: la squadra ha dunque un basso tasso tecnico e non si è mai qualificata alla fase finale di una competizione internazionale. Da quando è stata riconosciuta ufficialmente da FIFA e UEFA ha vinto nove partite, di cui quattro amichevoli (contro Malta, Lettonia, Liechtenstein e Andorra) e cinque in competizioni ufficiali (una volta con l'Armenia, due volte col Liechtenstein e due volte con San Marino in UEFA Nations League).
Nella ranking FIFA, la nazionale gibilterriana ha ottenuto come miglior piazzamento il 190º posto nell'aprile del 2018, mentre come peggiore piazzamento il 206º posto nell'aprile e nel novembre del 2017. Al 3 aprile 2025 occupa invece la 196ª posizione.

## Storia
La storia della nazionale di calcio di Gibilterra ebbe inizio nell'aprile 1923, quando la squadra disputò due partite amichevoli contro il Siviglia, perdendole entrambe. Nel 1949 pareggiò un'amichevole contro il Real Madrid. Prima del riconoscimento internazionale la selezione prese parte a numerose competizioni non ufficiali per nazionali. La prima a cui prese parte furono gli Island Games del 1993, benché Gibilterra non sia un'isola: in tale occasione disputò la sua prima partita contro una squadra nazionale, Jersey, che terminò con una sconfitta per 1-2. La migliore vittoria non ufficiale di Gibilterra è la partita vinta per 19-0 contro Sark a Saint Martin (Guernsey), mentre la peggiore sconfitta non ufficiale è la partita persa per 0-5 contro la Groenlandia a Freshwater, nell'Isola di Wight. Nel 2007 la nazionale gibilterrina si aggiudicò gli Island Games.
La Federazione calcistica di Gibilterra presentò per la prima volta domanda di affiliazione alla UEFA nel 1999, ma la domanda fu respinta a causa della forte opposizione della Federazione spagnola, che derivava non solo dalla rivendicazione di Gibilterra da parte della Spagna, ma anche dal timore del governo spagnolo che l'accettazione di Gibilterra potesse costituire un precedente che avrebbe potuto spingere anche le federazioni basca e catalana a presentare domanda di adesione alla UEFA. La Federazione gibilterriana adì allora il Tribunale Arbitrale dello Sport di Losanna nel 2006: il TAS ordinò alla UEFA di procedere all'affiliazione, ma, nonostante la vincolatività delle decisioni del TAS, solo tre Paesi membri (Inghilterra, Scozia e Galles) votarono a favore dell'ammissione in occasione del congresso della UEFA che si tenne il 27 gennaio 2007 a Düsseldorf, dopo che la federazione spagnola aveva minacciato di ritirare le squadre spagnole da tutte le competizioni UEFA per club. In seguito alle pressioni della Federazione spagnola, la UEFA stabilì poi nuove regole per l'affiliazione, che limitano l'appartenenza alla UEFA a Stati sovrani riconosciuti come tali dalle Nazioni Unite.
La Federazione gibilterriana adì allora nuovamente le vie legali: il Tribunale Arbitrale dello Sport di Losanna, nel 2011, ordinò di nuovo alla UEFA di affiliare la Federazione calcistica di Gibilterra, statuendo che dovesse farsi applicazione delle vecchie regole sull'affiliazione, dal momento che la prima domanda di ammissione fu presentata dalla GFA nel 1999, ben prima dell'entrata in vigore delle nuove regole. Il 1º ottobre 2012 la UEFA ottemperò infine alla decisione del TAS, ammettendo così Gibilterra come membro provvisorio. La Federazione di Gibilterra ottenne l'affiliazione definitiva al Congresso della UEFA tenutosi il 24 maggio 2013 a Londra, con i soli voti contrari di Spagna e Bielorussia: da tale data Gibilterra è membro UEFA di pieno diritto. La nazionale poté così partecipare alle qualificazioni al Campionato europeo del 2016, oltre che alle competizioni UEFA per le nazionali giovanili.
Gibilterra fece il suo esordio ufficiale il 19 novembre 2013, quando pareggiò in amichevole contro la Slovacchia 0 a 0. Il 26 maggio 2014 pareggiò in amichevole 1-1 a Tallinn contro l'Estonia, con gol di Jake Gosling. Il 4 giugno 2014 ottenne la prima vittoria della sua storia, battendo in amichevole Malta per 1-0 con gol di Kyle Casciaro.
Il 7 settembre 2014 Gibilterra esordì in competizioni ufficiali in occasione della prima partita di qualificazione al campionato d'Europa 2016 contro la Polonia, disputata in campo neutro, allo stadio Algarve di Faro (Portogallo), dal momento che il Victoria Stadium di Gibilterra, non soddisfacendo i requisiti dell'UEFA per le competizioni ufficiali per nazionali, può ospitare solamente partite amichevoli. La partita terminò con una sconfitta per 0-7.
Il 2 marzo 2015 l'allenatore Allen Bula venne esonerato dopo aver perso le prime 4 partite del girone di qualificazione, con 21 gol subiti e 0 gol fatti. Venne sostituito ad interim da David Wilson, che guidò la nazionale nella partita disputata il 29 marzo 2015 allo stadio Hampden Park di Glasgow contro la Scozia, persa per 6-1; in tale occasione Lee Casciaro segnò il primo gol in competizioni ufficiali per Gibilterra (quello del momentaneo 1-1). Nel luglio 2015 l'inglese Jeff Wood divenne il nuovo commissario tecnico. Sotto la sua gestione la nazionale segnò con Jake Gosling il suo secondo e ultimo gol nelle qualificazioni al campionato d'Europa 2016, nella partita persa 8-1 contro la Polonia. Gibilterra terminò il girone con 10 sconfitte, 2 reti fatte e 56 subite.
Il 2 maggio 2016 il TAS intimò alla FIFA di dare il via a tutte le azioni necessarie per ammettere Gibilterra come membro con pieno diritto.. Il 13 maggio 2016 la Gibraltar Football Association ottenne così l'affiliazione alla FIFA con 172 voti a favore e 12 contrari, diventando la 211ª federazione affiliata, immediatamente dopo la Federazione kosovara. Gibilterra poté quindi partecipare alle qualificazioni al Campionato mondiale del 2018.
Esordì nelle qualificazioni mondiali con una sconfitta per 1-4 contro la Grecia, andando in gol con Liam Walker. Tornò al gol dopo alcune sconfitte senza segnare nel match contro Cipro, con Lee Casciaro. Successivamente, nella gara di ritorno contro i ciprioti, perse 1-2 segnando il gol del momentaneo pareggio con Anthony Hernandez. Chiuse il girone di qualificazione all'ultimo posto, con 3 gol fatti e 47 subiti.
Nel 2018 l'allenatore divenne l'uruguaiano Julio César Ribas.
Il 6 settembre 2018 esordì nella neonata UEFA Nations League, perdendo prima in casa contro la Macedonia, poi il 9 settembre a Vaduz contro il Liechtenstein. Il 13 ottobre 2018, nella terza giornata della manifestazione, vinse per la prima volta una partita di una competizione ufficiale, nonché la prima in trasferta, per 0-1 ad Erevan contro l'Armenia, grazie al gol siglato al 50' da Joseph Chipolina. Tre giorni dopo riuscì a bissare il successo, sconfiggendo per 2-1 il Liechtenstein e ottenendo così la prima vittoria in gare ufficiali tra le mura amiche. Non riuscì a ripetersi al ritorno in casa contro l'Armenia: nonostante l'iniziale vantaggio gibilterriano, gli armeni si imposero per 6-2. Il cammino di Gibilterra nel girone di UEFA Nations League si concluse con 6 punti, frutto di due vittorie. Nell'edizione seguente della manifestazione vinse il girone di Lega D comprendente anche San Marino e Liechtenstein, con 8 punti su 12 disponibili, frutto di due vittorie e due pareggi; in questo modo guadagnò la promozione nella Lega C.
Le qualificazioni al campionato d'Europa 2020 si risolsero in una disfatta, con 8 sconfitte in altrettante partite e una differenza reti di -28. Anche le eliminatorie del campionato del mondo 2022 videro Gibilterra classificarsi ultima nel girone, con 10 sconfitte in altrettanti incontri e una differenza reti di -39. Nel girone di Lega C della UEFA Nations League 2022-2023 la squadra ottenne una vittoria e subì 5 sconfitte, vedendosi costretta a spareggiare con Cipro per evitare la retrocessione in Lega D.
Il 18 novembre 2023, in una gara di qualificazione al campionato d'Europa 2024, Gibilterra fu sconfitta per 14-0 in casa della Francia, stabilendo così il primato della sconfitta più larga nella storia della nazionale in partite ufficiali.

## Colori e simboli

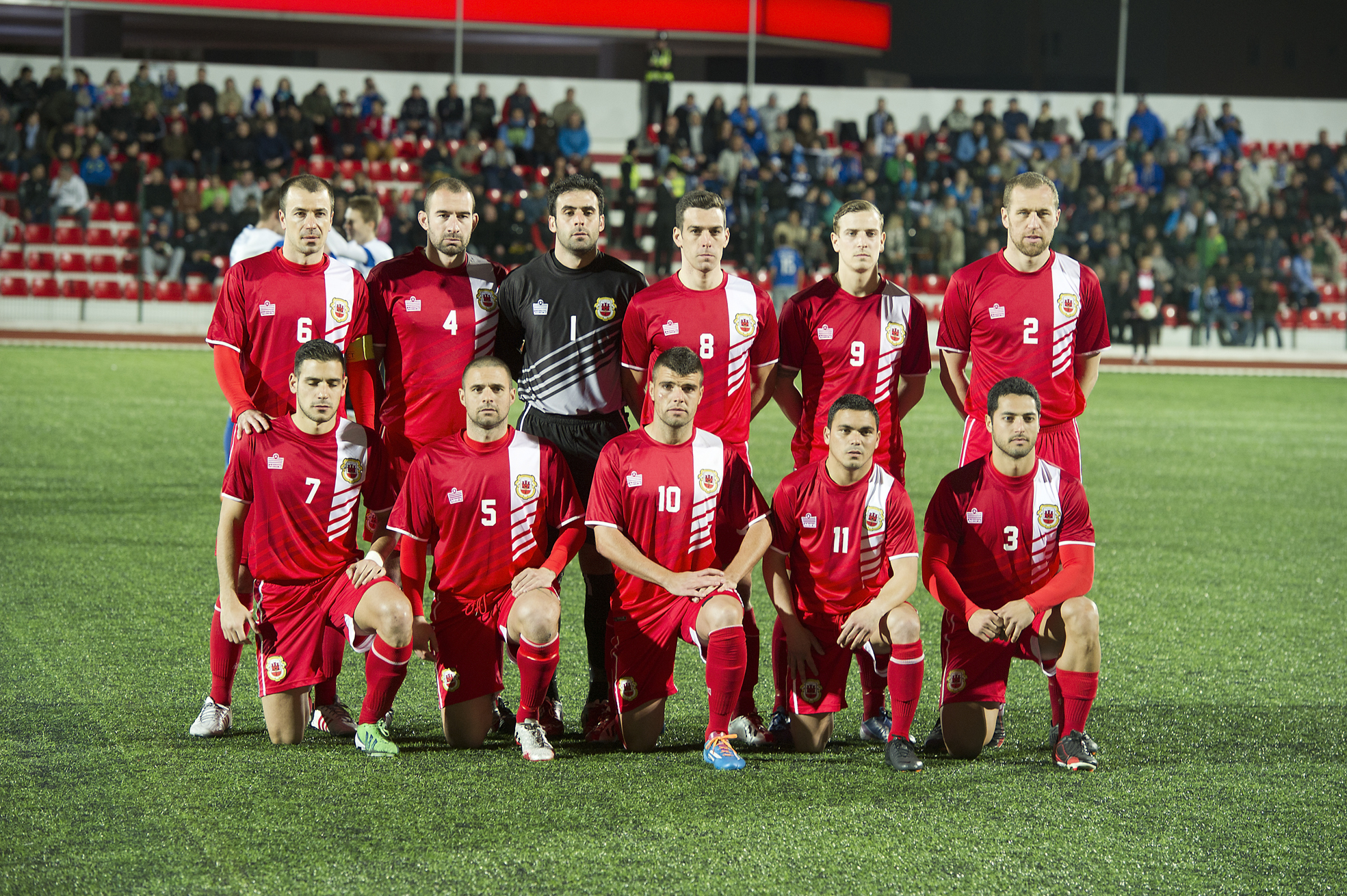
Formazione della nazionale gibilterriana nel 2014; i giocatori vestono la maglia casalinga, rossa con finiture bianche.

I colori della nazionale di Gibilterra sono il rosso e il bianco, mutuati dalla bandiera nazionale: la maglia interna vede prevalere la prima tinta, mentre su quella esterna si impone la seconda.
Per oltre un secolo il simbolo della federcalcio gibilterriana (e quindi della nazionale) ha ricalcato fedelmente lo stemma nazionale (troncato d'argento e rosso, al castello tri-turrito di rosso finestrato di nero, alla corda pendente dalla porta del medesimo, terminante alla chiave d'oro), incorniciato da un cartiglio con la ragione sociale federale; nella primissima versione del 1895 ai lati dello scudo erano altresì collocate la bandiera nazionale e la Union Jack.
Nel 2020 la GFA ha rivisto la propria identità visiva adottando un nuovo simbolo ben più semplice: uno scudetto rosso contenente due scaglioni rovesciati (chevron) bianchi sfalsati verso sinistra, i quali intendono rappresentare in modo stilizzato la vista sulla rocca di Gibilterra dal Victoria Stadium e, al contempo, il desiderio della federazione di progredire e aumentare il livello della pratica calcistica locale.

## Statistiche dettagliate sui tornei internazionali

### Mondiali
| Anno | Luogo  | Piazzamento     | V | N | P | Gol |
| ---- | ------ | --------------- | - | - | - | --- |
| 2018 | Russia | Non qualificata | - | - | - | -   |
| 2022 | Qatar  | Non qualificata | - | - | - | -   |

### Campionato europeo
| Anno | Luogo    | Piazzamento     | V | N | P | Gol |
| ---- | -------- | --------------- | - | - | - | --- |
| 2016 | Francia  | Non qualificata | - | - | - | -   |
| 2020 | Europa   | Non qualificata | - | - | - | -   |
| 2024 | Germania | Non qualificata | - | - | - | -   |

### UEFA Nations League
| Anno      | Luogo       | Piazzamento   | V | N | P | Gol  |
| --------- | ----------- | ------------- | - | - | - | ---- |
| 2018-2019 | Portogallo  | 10° in Lega D | 2 | 0 | 4 | 5:15 |
| 2020-2021 | Italia      | 1° in Lega D  | 2 | 2 | 0 | 3:1  |
| 2022-2023 | Paesi Bassi | 16° in Lega C | 0 | 1 | 5 | 3:18 |
| 2024-2025 | Germania    | 4° in Lega D  | 1 | 3 | 0 | 4:3  |

## Sponsor
A differenza di altri microstati europei, la nazionale di Gibilterra stipula personalmente i contratti di sponsorizzazione tecnica e non aderisce al Kit Assistance Scheme, il programma della UEFA che consente alle federcalcio meno abbienti di acquisire a titolo gratuito gli articoli necessari alla pratica agonistica da un fornitore convenzionato.
- Admiral (2014-2017)
- Legea (2017-2022)
- Adidas (2022-)

## Rosa attuale
Lista dei giocatori convocati per le gare di qualificazione al campionato mondiale di calcio 2026 del 6 e 9 giugno 2025.
Statistiche aggiornate al 9 giugno 2025, al termine della sfida contro le Fær Øer.
|  | P | Bradley Banda     | 20 gennaio 1998   | 17 | -34 | St Joseph's          |  |  |
|  | P | Christian Lopez   | 11 febbraio 2001  | 0  | 0   | FCB Magpies          |  |  |
|  | P | Harry Victor      | 29 gennaio 2004   | 0  | 0   | Oldland Abbottonians |  |  |
|  |   |                   |                   |    |     |                      |  |  |
|  | D | Louie Annesley    | 3 maggio 2000     | 52 | 1   | Braintree Town       |  |  |
|  | D | Bernardo Lopes    | 30 luglio 1993    | 29 | 0   | Lincoln Red Imps     |  |  |
|  | D | Kai Mauro         | 30 maggio 2007    | 3  | 0   | Cadice               |  |  |
|  | D | Paddy McClafferty | 19 settembre 2004 | 2  | 0   | Blyth Spartans       |  |  |
|  | D | Tayler Carrington | 28 maggio 2006    | 1  | 0   | Vasquez Cultural     |  |  |
|  |   |                   |                   |    |     |                      |  |  |
|  | C | Liam Walker       | 13 aprile 1988    | 89 | 8   | St Joseph's          |  |  |
|  | C | Ethan Britto      | 30 novembre 2000  | 46 | 1   | Lincoln Red Imps     |  |  |
|  | C | Kian Ronan        | 9 marzo 2001      | 41 | 0   | King's Lynn Town     |  |  |
|  | C | Graeme Torrilla   | 3 settembre 1997  | 33 | 1   | Lincoln Red Imps     |  |  |
|  | C | Julian Valarino   | 23 giugno 2000    | 27 | 0   | Lincoln Red Imps     |  |  |
|  | C | Dan Bent          | 10 gennaio 1996   | 9  | 2   | Lincoln Red Imps     |  |  |
|  | C | Mitchell Gibson   | 8 ottobre 2001    | 1  | 0   | St Joseph's          |  |  |
|  |   |                   |                   |    |     |                      |  |  |
|  | A | Tjay De Barr      | 13 marzo 2000     | 52 | 3   | Lincoln Red Imps     |  |  |
|  | A | Jamie Coombes     | 27 maggio 1996    | 32 | 0   | Coniston FC          |  |  |
|  | A | James Scanlon     | 28 settembre 2006 | 14 | 2   | Manchester Utd       |  |  |
|  | A | Ayoub El Hmidi    | 30 settembre 2000 | 12 | 0   | Gabès                |  |  |
|  | A | Jaiden Bartolo    | 10 febbraio 2006  | 11 | 0   | Weymouth             |  |  |
|  | A | Liam Jessop       | 13 agosto 2005    | 4  | 0   | Worksop Town         |  |  |
|  | A | Carlos Richards   | 30 agosto 2005    | 4  | 0   | Dorking Wanderers    |  |  |
|  | A | Julian Del Rio    | 15 febbraio 2002  | 0  | 0   | FCB Magpies          |  |  |

## Statistica partite
Questa è la statistica di tutte le partite ufficiali giocate dalla nazionale di calcio di Gibilterra al 18 novembre 2023.
| Competizione                    | G  | V | N | P  | RF | RS  | DR   | % V   | Esordio nel | Ultima partita nel |
| ------------------------------- | -- | - | - | -- | -- | --- | ---- | ----- | ----------- | ------------------ |
| Qualif. al campionato del mondo | 20 | 0 | 0 | 20 | 7  | 90  | −83  | &0,00 | 2016        | 2021               |
| Amichevole                      | 18 | 2 | 6 | 10 | 4  | 34  | −30  | 11,11 | 2013        | 2022               |
| Qualif. al campionato d'Europa  | 25 | 0 | 0 | 25 | 5  | 122 | −117 | &0,00 | 2014        | 2023               |
| UEFA Nations League             | 16 | 4 | 3 | 9  | 11 | 34  | −23  | 25,00 | 2018        | 2022               |
| Totale                          | 79 | 6 | 9 | 64 | 27 | 367 | −340 | 7,59  | 2013        | 2022               |

## Record individuali
Dati aggiornati al 9 giugno 2025.
- In grassetto i giocatori ancora in attività in nazionale.

### Record di presenze
| Posizione | Giocatore        | Presenze | Reti | Periodo |
| --------- | ---------------- | -------- | ---- | ------- |
| 1         | Liam Walker      | 89       | 8    | 2013-   |
| 2         | Roy Chipolina    | 75       | 5    | 2013-   |
| 3         | Lee Casciaro     | 66       | 3    | 2014-   |
| 4         | Jayce Olivero    | 63       | 0    | 2014-   |
| 5         | Jack Sergeant    | 61       | 0    | 2013-   |
| 5         | Joseph Chipolina | 61       | 2    | 2013-   |
| 7         | Louie Annesley   | 52       | 1    | 2018-   |
| 7         | Tjay De Barr     | 52       | 3    | 2018-   |
| 9         | Ethan Britto     | 46       | 1    | 2018-   |
| 10        | Kian Ronan       | 41       | 0    | 2020-   |

### Record di reti
| Posizione | Giocatore        | Reti | Presenze | Periodo   |
| --------- | ---------------- | ---- | -------- | --------- |
| 1         | Liam Walker      | 8    | 89       | 2013-     |
| 2         | Roy Chipolina    | 5    | 75       | 2013-     |
| 3         | Lee Casciaro     | 3    | 66       | 2014-     |
| 3         | Tjay De Barr     | 3    | 52       | 2018-     |
| 3         | Reece Styche     | 3    | 31       | 2013-     |
| 6         | Joseph Chipolina | 2    | 61       | 2013-     |
| 6         | James Scanlon    | 2    | 14       | 2024-     |
| 6         | Dan Bent         | 2    | 6        | 2024-     |
| 6         | Jake Gosling     | 2    | 12       | 2014-2018 |

## Commissari tecnici
- Allen Bula (2013-2015)
- David Wilson (2015)
- Jeff Wood (2015-2018)
- Desy Curry (2018) (ad interim)
- Julio César Ribas (2018-2025)
- Scott Wiseman (2025-) (ad interim)

## Stadio
Storicamente il terreno interno delle partite della nazionale è il Victoria Stadium, lo stadio nazionale gibilterriano, in cui si giocano altresì tutte le gare del campionato nazionale; si tratta di un impianto polisportivo avente una capienza di 2 000 posti a sedere.
Dopo l'affiliazione della Gibraltar Football Association alla UEFA, il Victoria Stadium non venne giudicato al livello degli standard per le competizioni ufficiali per nazionali; la squadra dovette pertanto trasferirsi all'Estádio Algarve di Faro, in Portogallo, continuando a usare il Victoria Stadium per le sole amichevoli.
In tale frangente fu ventilata, senza esito, la possibilità di costruire un nuovo stadio puramente calcistico da 8 000 posti (secondo gli standard minimi UEFA) presso l'Europa Point, suscitando tuttavia una forte opposizione tra la popolazione locale. Nel dicembre 2014 la GFA chiese alla UEFA la concessione di una deroga per consentire alla nazionale di disputare anche le partite ufficiali al Victoria Stadium, facendo leva su un comma del regolamento federale che consente l'uso di impianti non omologati in caso di "disagio". La UEFA inizialmente dichiarò di non intendere riallocare le partite di qualificazione in programma, rimandando la decisione alle competizioni future. Nel settembre 2015 fu annunciato che la GFA stava prendendo in considerazione il sito detto Lathbury Barracks come alternativa all'Europa Point. La UEFA, da parte sua, annunciò che non avrebbe finanziato lavori di adeguamento del Victoria Stadium, ma soltanto la costruzione di un nuovo stadio, acconsentendo altresì alla costruzione di un impianto avente una capienza da 4 000 a 6 000 posti a sedere anziché 8 000. Nel febbraio 2016 il governo di Gibilterra comunicò di essere pronto ad avviare la costruzione del nuovo impianto e che i miglioramenti apportati al Victoria Stadium nell'ultimo quadriennio, tra cui l'installazione di un nuovo manto di erba sintetica e di un impianto di illuminazione più potente, avevano portato l'impianto a collimare con gli standard di Categoria 2 dell'UEFA, sufficienti per disputarvi gare di Champions League e di Europa League.
Nel 2017 la federcalcio gibilterrina, con l'ausilio di fondi UEFA, ha acquistato dal governo il diritto di superficie sul Victoria Stadium, avviandovi un nuovo ciclo di lavori di potenziamento, che hanno infine condotto alla sua omologazione anche per le gare ufficiali, a partire dalle qualificazioni al campionato europeo di calcio 2020, consentendo di terminare definitivamente la "trasferta forzata" in Portogallo.

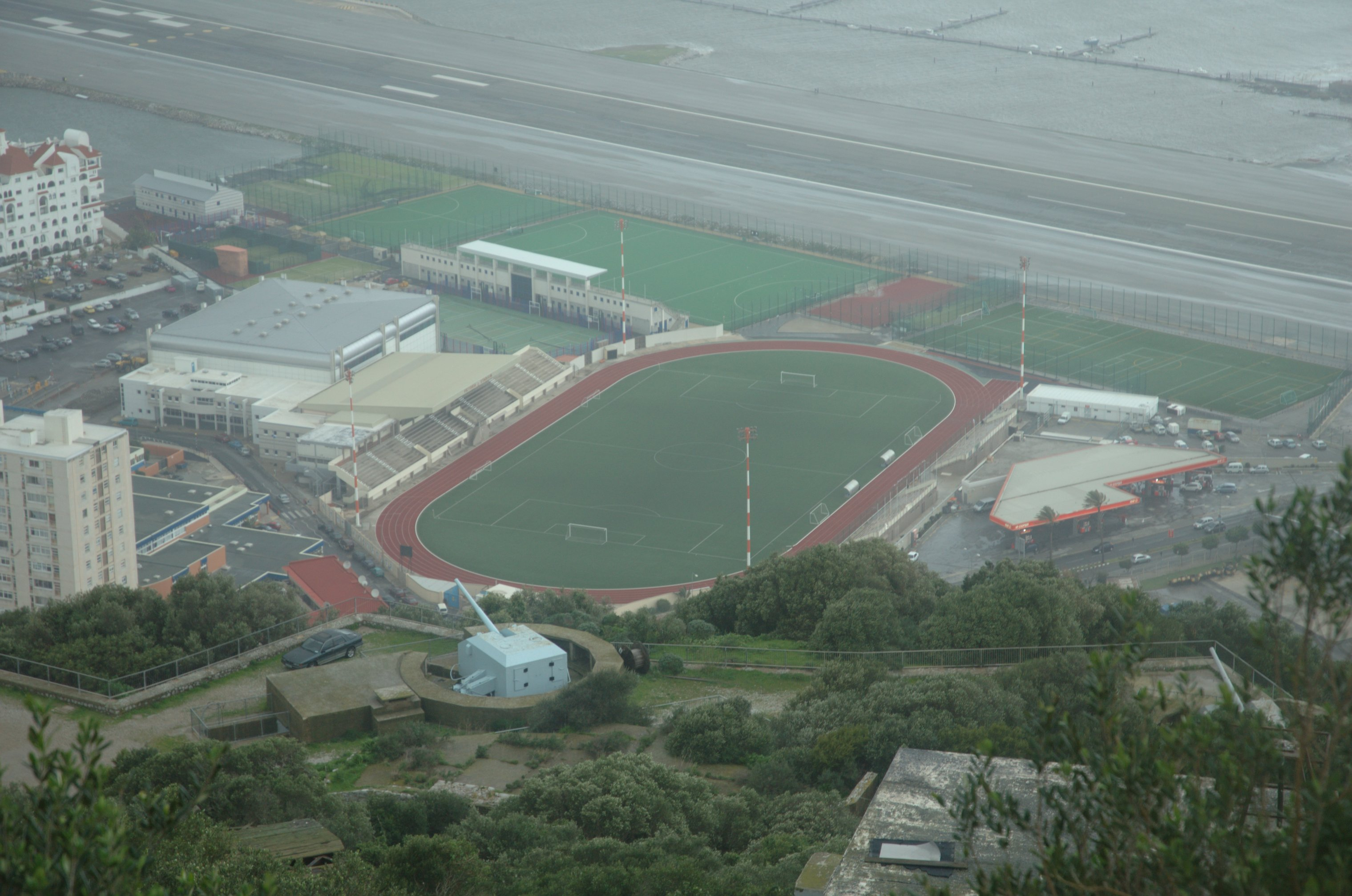
Panoramica sul Victoria Stadium
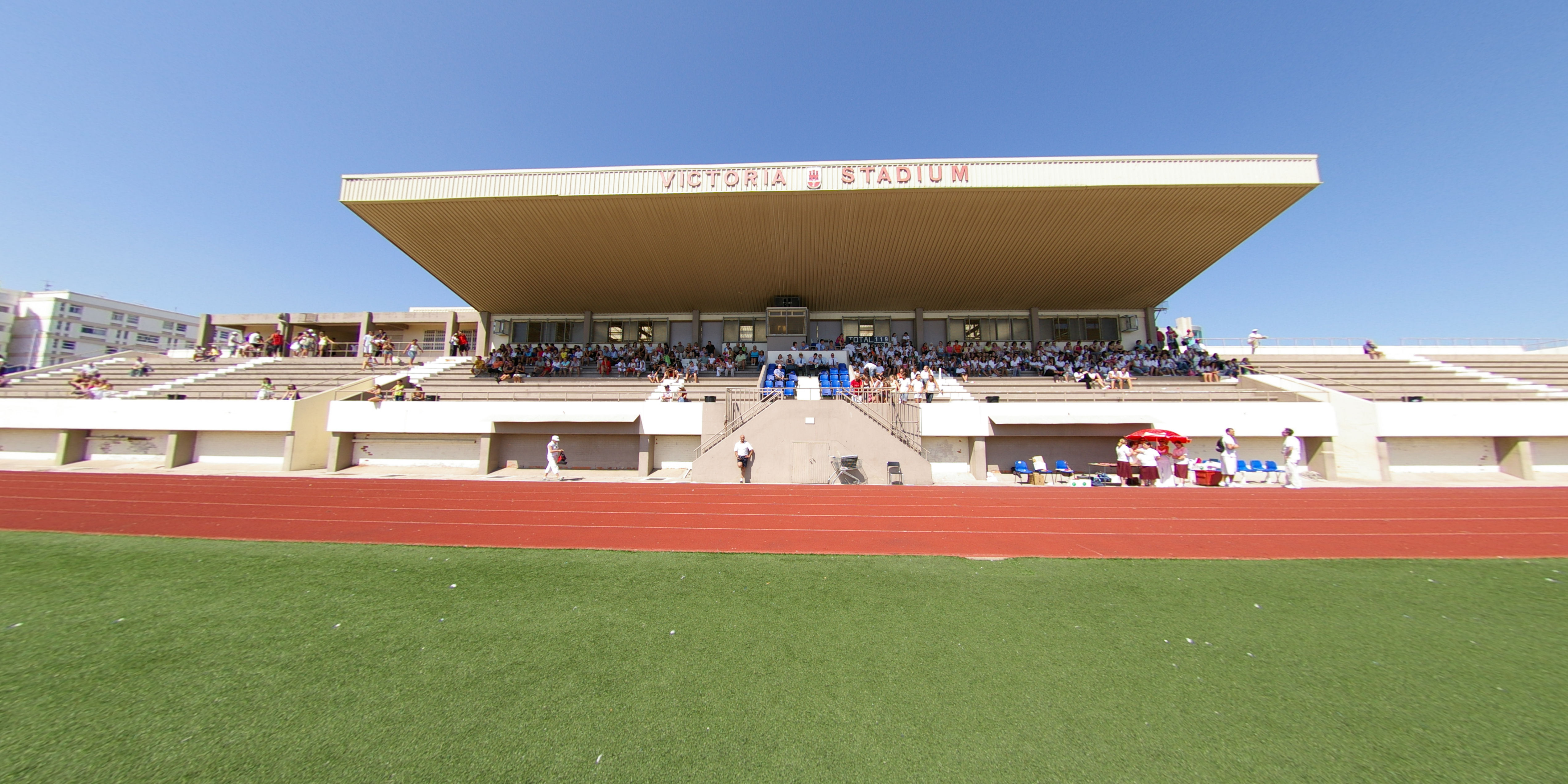
Tribuna principale del Victoria Stadium
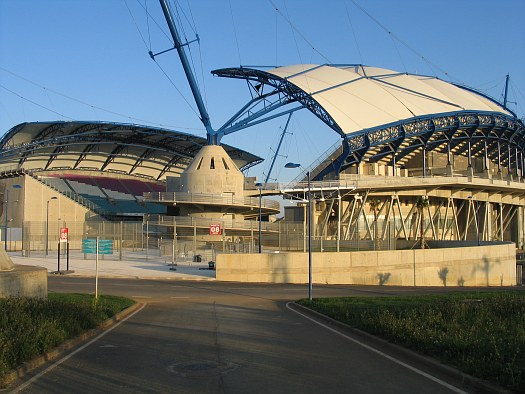
Vista dell'Estádio Algarve
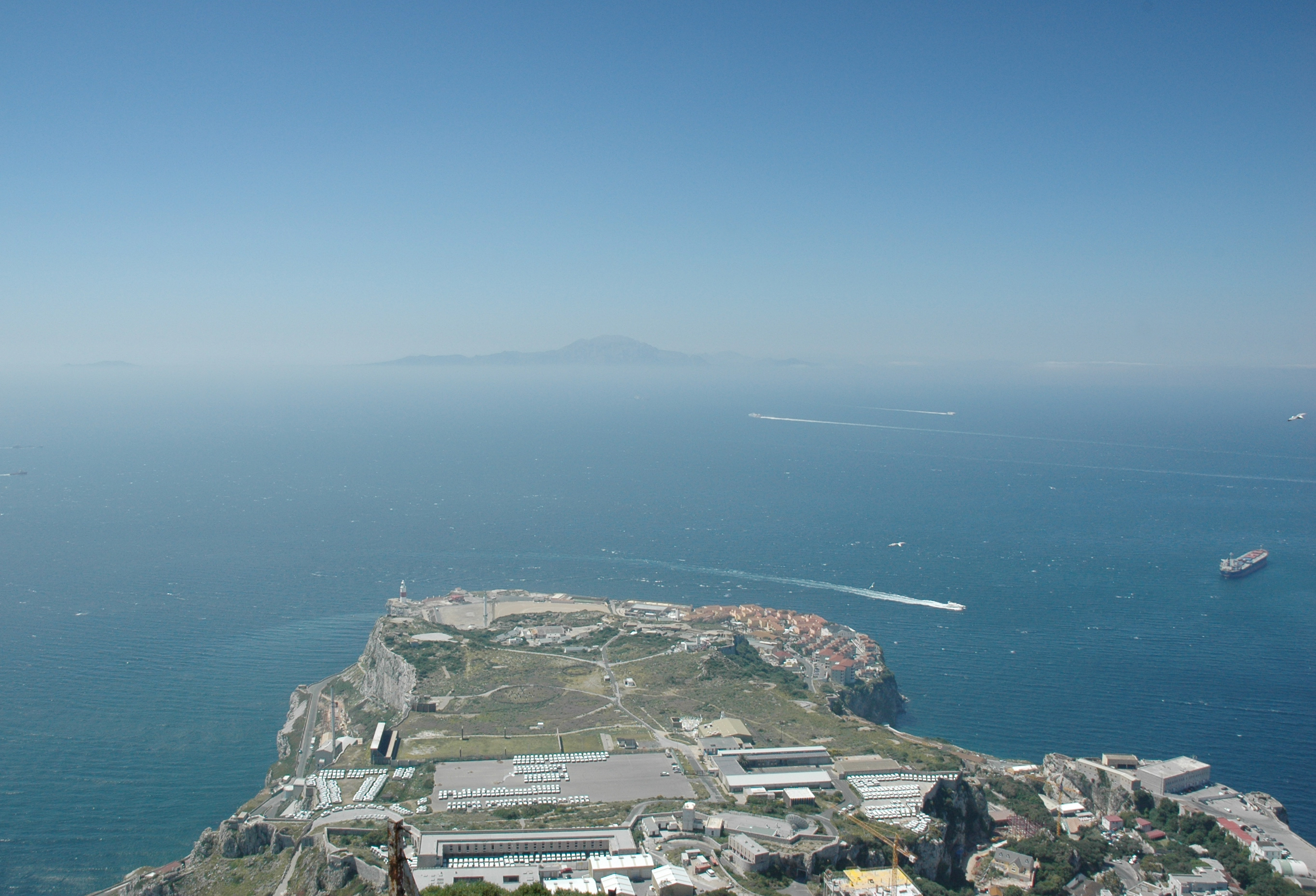
L'Europa Point, primo sito ipotizzato per l'edificazione di un nuovo stadio
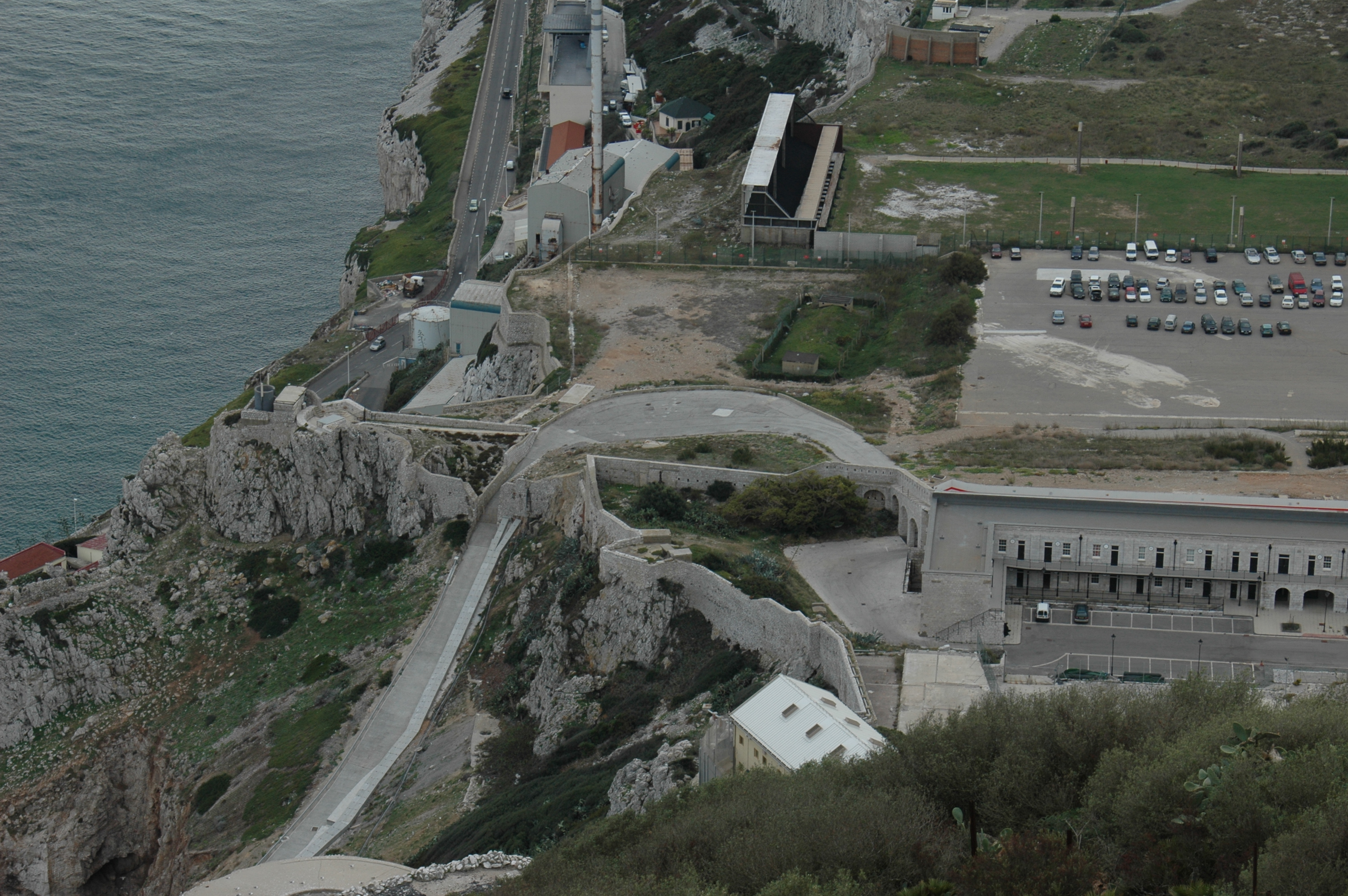
Il Lathbury Barracks, secondo sito ipotizzato per l'edificazione di un nuovo stadio